# Zona d'operazioni antiterrorismo

Mappa animata della zona ATO

Zona d'operazioni antiterrorismo (in ucraino Зона проведення антитерористичної операції?; abbreviato come Зона АТО, ossia: zona ATO) fu il termine utilizzato sui mezzi di comunicazione di massa dal governo ucraino, dall'OSCE e altre istituzioni straniere per identificare il territorio dell'Ucraina individuabile in porzioni delle regioni di Donec'k e Luhans'k  sotto diretto controllo delle forze militari russe e dei secessionisti filorussi. Una parte significativa della zona ATO è considerata dall'Ucraina come territorio temporaneamente occupato.

## Storia
Il 20 febbraio 2018 il presidente ucraino Petro Porošenko ha cambiato lo status della zona ATO da operazione antiterrorismo a "adozione di misure per garantire la sicurezza e la difesa nazionale e respingere e scoraggiare l'aggressione armata della Federazione Russa negli oblast' di Donec'k e Luhans'k".
Ciò consente all'esercito ucraino di prendere in carico le zone al posto dei servizi segreti ucraini SBU. In quanto tale, l'ATO è stata rinominata zona OFC (zona d'operazioni delle forze congiunte) (in ucraino Операція об'єднаних сил, ООС?).

## Divisione amministrativa militare
I confini ufficiali della zona ATO sono stati definiti con un elenco di località e le loro coordinate geografiche, approvato nel novembre 2014 dal parlamento ucraino, la Verchovna Rada.
La zona è condizionatamente suddivisa in cinque settori denominati A, B, C, D e M.
- Settore A – parti orientali e centrali dell'oblast' di Luhans'k
- Settore B – parti centrali dell'oblast' di Donec'k, inclusi il capoluogo e Makiïvka
- Settore C – parti settentrionali dell'oblast di Donec'k (città di Bachmut e Debal'ceve) e parti occidentali dell'oblast di Luhans'k
- Settore D – parti meridionali dell'oblast di Luhansk e parti orientali dell'oblast di Donetsk (dopo l'invasione russa del 2014 il 24 agosto, tutte le forze ucraine sono state ritirate)
- Settore M – parti meridionali dell'oblast di Donec'k (intorno a Mariupol, da cui l'identificazione del settore)

## Influenza nella cultura e nella società

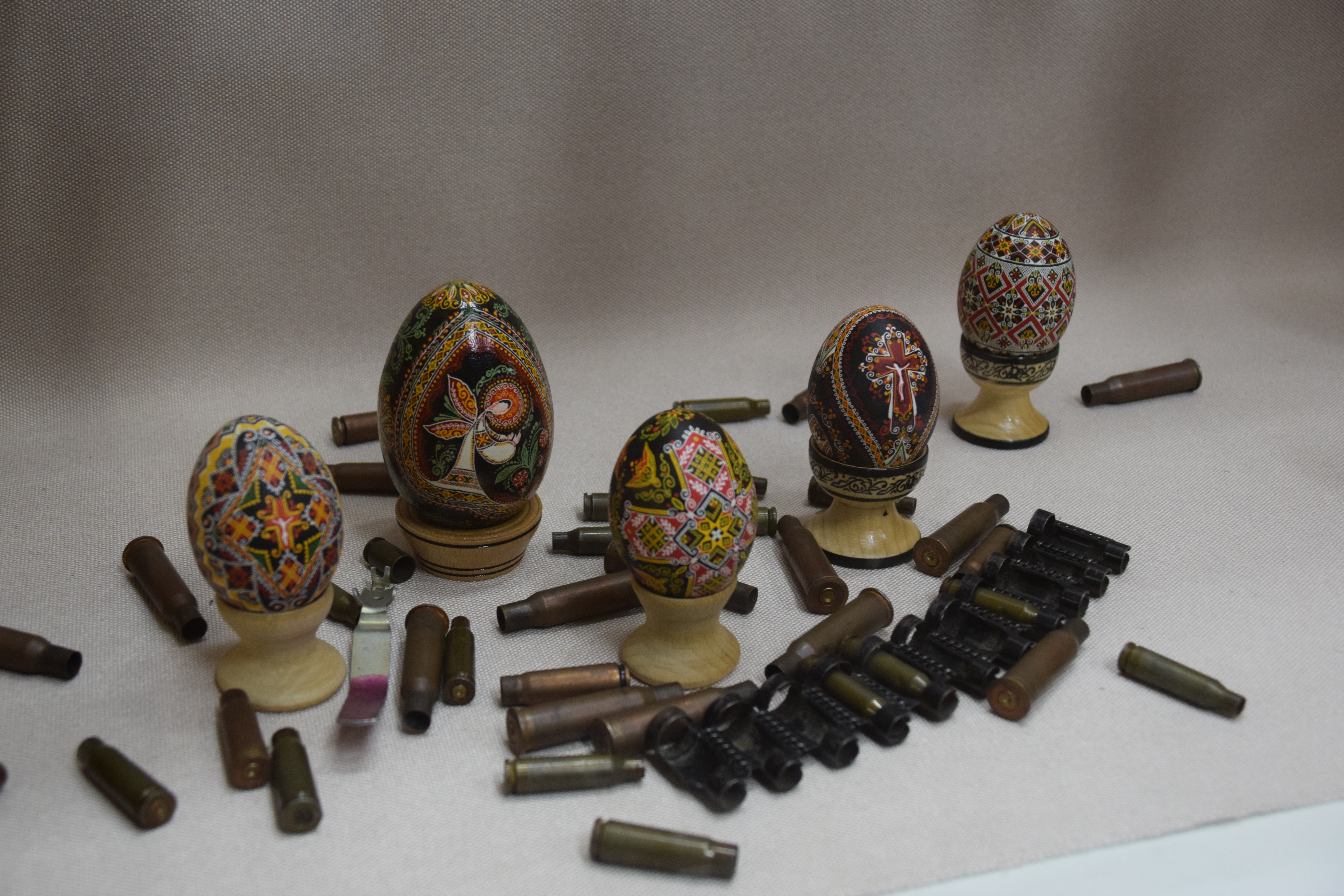
Uova di Pasqua dalla zona ATO, 2017 - mostra al Museo della Pysanka

Dal 28 dicembre 2015, la canzone "Brattja Ukrainci" (in ucraino Браття Українці?, "Fratelli Ucraini") è l'inno ufficiale dell'ATO.